# Rita Marcotulli
Rita Marcotulli (Rome, 10 maart 1959) is een Italiaanse jazzpianiste.

## Biografie
Marcotulli komt uit een muzikale familie (een van haar zussen is een operazangeres). Ze studeerde klassieke piano aan het Conservatorio di Santa Cecilia in Rome. Ze maakt deel uit van het Italiaanse jazzcircuit sinds begin jaren 1980 en trad op met Chet Baker, Peter Erskine, Steve Grossman, Joe Henderson, Hélène Labarrière, Joe Lovano, Sal Nistico, Kenny Wheeler, Norma Winstone en Andy Sheppard. In 1988 en 1989 maakte ze deel uit van de Billy Cobham-groep. Tussen 1994 en 1997 onderzocht zij en zangeres Maria Pia De Vito de samensmelting van Napolitaanse liedjes en andere mediterrane melodieën met jazz in het Nauplia-project. Daarna speelde ze bij Dewey Redman (cd Live in London), maar ook in het kwartet van Palle Danielsson (met Charlie Mariano en Marilyn Mazur). In 1996 trad ze op in een duo met Pat Metheny, maar ook in een trio met haar pianocollega's Paul Bley en John Taylor. Ze begeleidde zanger Pino Daniele en songwriter Gianmaria Testa. Michel Portal en Enrico Rava nodigden haar ook uit in de opnamestudio.
Sinds 2006 trad ze op in verschillende formaties met gitarist Nguyên Lê, o.a. in 2006 als duo en sinds 2008 als Nguyên Lê Quartet samen met de Canadese bassist Chris Jennings en afwisselend met de drummers Danny Gottlieb en Roberto Gatto. Ze schreef filmmuziek en compositie voor danstheater. In 1987 werd ze onderscheiden als beste aankomend talent in de poll van het tijdschrift Musica Jazz. In 2010 won ze de Nastro d'argento voor de beste filmmuziek, door haar medewerking aan Basilicata Coast to Coast.

## Discografie
- 1998: The Woman Next Door met o.a. Enrico Rava, Michel Benita, Carlo Rizzo, Stefano Di Battista, Aldo Romano, 1998
- ????: Night Caller met o.a. Nils Petter Molvær, Michel Benita, Jon Christensen
- 2002: Koiné met o.a. Andy Sheppard, Anja Garbarek, Lena Willemark und Gianmaria Testa
- 2006: The Light Side of the Moon, solo
- 2007: On the Edge of a Perfect Momen, duo met Andy Sheppard
- 2014: La Strada Invisible met Luciano Biondini, (ACT)
- 2019: Cæcilie Norby, Rita Marcotulli, Nicole Johänntgen, Hildegunn Øiseth, Dorota Piotrowska, Lisa Wulff: Sisters in Jazz (ACT), en Marilyn Mazur

- Bibliothèque nationale de France: cb139427789 (data)
- Gemeinsame Normdatei: 1046978683
- International Standard Name Identifier: 0000 0000 4110 1677
- Library of Congress Control Number: no98044308
- MusicBrainz: b75d406d-0ceb-4c54-91be-91fee2ade610
- Nationale Bibliotheek van Tsjechië: xx0190712
- Nationale Bibliotheek van Israël: 987007329888605171
- Istituto Centrale per il Catalogo Unico: LO1V272389
- Système universitaire de documentation: 181329719
- Virtual International Authority File: 42030488
- WorldCat: E39PBJqfP9h77kPwBhpGYphyh3